# Trekker

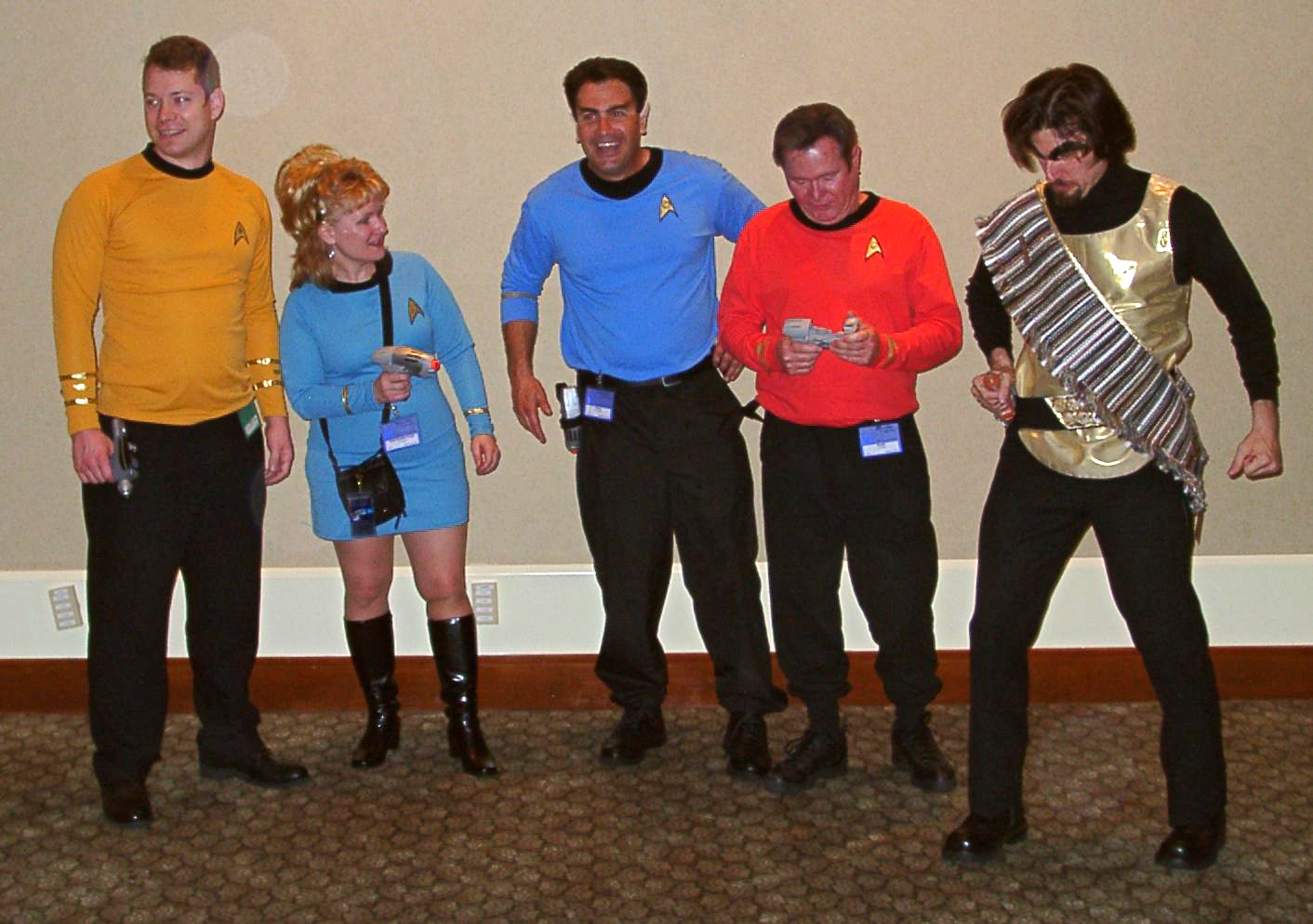

Trekker (eller Trekkie) är en term som används för att beskriva en anhängare av science fiction TV- och spelfilmsserien Star Trek. 

## Ursprunget
Det var science fictionredaktören Art Saha som på 1960-talet först myntade begreppet "trekkies" när han såg en grupp fans iklädda spetsiga öron på ett science fiction-kongress. Han använde termen i en intervju angående fenomenet science fiction. I dag är Trekkies ett så etablerat begrepp att det finns med i Oxford dictionary.

## Trekkie vs. Trekker
Många Star Trek-fans ogillar termen Trekkie och propagerar för "Trekker" som en mer seriös benämning, med blandad framgång. Originalformen är fortfarande den som används mest bland allmänheten, medan trekker är den som används på konvent och i föreningar, både i USA och i Sverige. Det finns ingen svensk term.
Man skulle kunna säga att en "Trekkie" lever sig in i rollen som en figur hämtad från Star Trek-universumet och anpassar livet efter en sådan filosofi medan en "Trekker" står bredvid och beskådar Star Trek på en mer jordnära nivå.
Jämför även skillnaden mellan Holmesian och Sherlockian för Sherlock Holmes-beundrare.

## Trekkeruttryck
Som alla specialister har trekkers speciella ord och uttryck för företeelser inom deras specialintresse. Ett exempel är teleskopordet treknobabble bildat av "Star Trek" och "technobabble", som betecknar den pseudovetenskapliga rappakalja som används i Star Trek, när tekniska termer används som ett grepp i berättandet för att komma vidare från en punkt till en annan utan att faktiskt förklara någonting.

## Trekkers i norra Europa

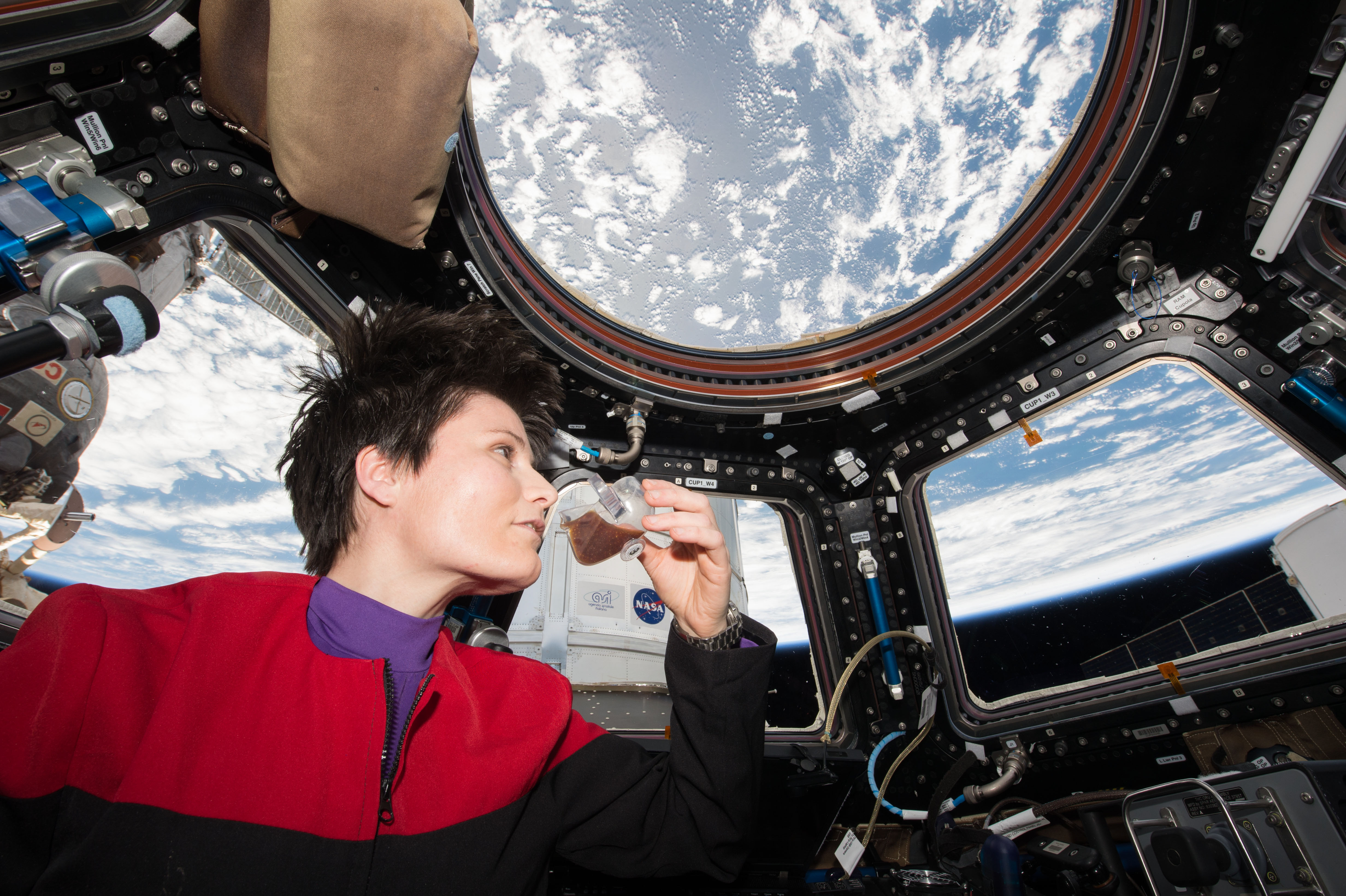
ISS-43 Samantha Cristoforetti dricker kaffe i kupolen iklädd sin Star Trek-uniform

I Norden finns flera lokala föreningar och grupper för trekkers:
- Section 42 grundades 2004 och har sitt huvudsäte i Stockholm. De har flitigt återkommande träffar där science fiction-genren står i fokus.

- Star Trek Databas är en webbplats som samlat flera hundra trekkers från i första hand Sverige med forum och material rörande Star Trek.

- Stockholm Trekkers grundades 1997 och har sitt huvudsäte i Stockholm. Föreningen anordnar visningar av Star Trek och annan science fiction åtta gånger per år i Skarpnäck.[3]

- Trekkers i södra Sverige grundades i december 1996 och har sitt huvudsäte i Malmö. Den har över 100 medlemmar i hela Sverige med merparten i Skåne, Småland och Blekinge och visningar av Star Trek och science fiction anordnas omkring 20 gånger per år på olika orter. Föreningen medverkar på det årligen återkommande The Scandinavian Sci-Fi, Game & Film Convention i Malmö.

Publikationer: CronoWatch (ISSN 1654-8965), grundad 1997, med 4 nummer per år.
Massmedial uppmärksamhet: 
- Trekkers i Östra Sverige  Trekker förening med säte i Östergötland
- Trekkers Danmark är en mindre förening i norra Danmark.

- Trekkers Norge grundades 2005 såsom Norges första Star Trek-förening. Den har nu lokal verksamhet på 8 orter i Norge och har anordnat flera mindre konvent med inbjudna internationella gäster.

- Trekkies.dk är en av Danmarks två Star Trek-föreningar. Den har sin verksamhet mest på Själland.

- West Coast Trekkers, tidigare WCT - Swedish Trekkers, är Sveriges första och Nordens största Star Trek-fanförening. Föreningen grundades 1996 och har sitt huvudsäte i Göteborg, men föreningen har medlemmar i hela Sverige. Visningar (kallas inom föreningen för Star Treff, eller treff) anordnas fyra gånger per år. Under många år genomfördes dessa på biografen Draken, numera hålls de oftast på Biograf Möllan i Mölndals centrum. Föreningen anordnar även pubkvällar och utflykter till sevärdheter med rymd-anknytning. Föreningens medlemstidning heter "Communicator" och utges i pappersformat oftast ca. en månad före en kommande "treff". Föreningen skickar också mailutskick en gång i månaden.

Publikationer: Communicator, 4 nummer per år.